# Militära grader i sydstatsarmén under det amerikanska inbördeskriget

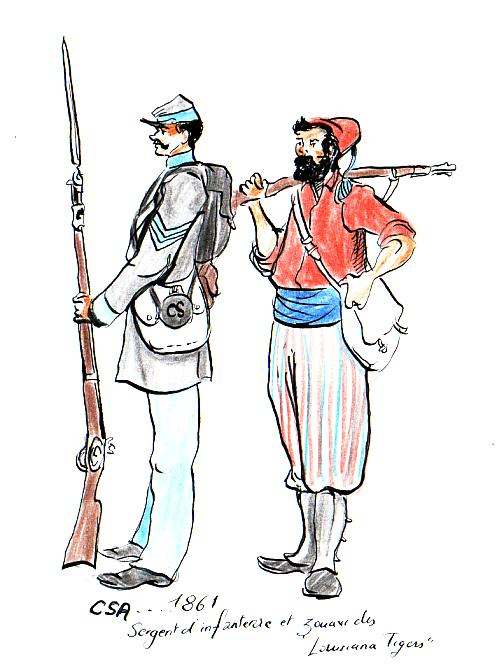
Sydstatssoldater

Militära grader i sydstatsarmén under det amerikanska inbördeskriget visar den hierarkiska ordningen i Amerikas konfedererade staters armé, flotta och marinkår under det amerikanska inbördeskriget 1861-1865. 

## Armén

### Grader och löner i sydstatsarmén
| Grad               | Månadslön generalitetet $ | Månadslön infanteriet $ | Månadslön kavalleriet $ | Månadslön artilleriet $ |
| ------------------ | ------------------------- | ----------------------- | ----------------------- | ----------------------- |
| General            | 301 500 från 1864         | -                       | -                       | -                       |
| Lieutenant General | 301 450 från 1864         | -                       | -                       | -                       |
| Major General      | 301 350 från 1864         | -                       | -                       | -                       |
| Brigadier General  | 301                       | -                       | -                       | -                       |
| Colonel            | -                         | 195                     | 210                     | 210                     |
| Lieutenant Colonel | -                         | 170                     | 185                     | 185                     |
| Major              | -                         | 150                     | 162                     | 150                     |
| Captain            | -                         | 130                     | 140                     | 130                     |
| First Lieutenant   | -                         | 90                      | 100                     | 90                      |
| Second Lieutenant  | -                         | 80                      | 90                      | 80                      |
| Sergeant Major     | -                         | 21                      | 21                      | 21                      |
| First Sergeant     | -                         | 20                      | 20                      | 20                      |
| Sergeant           | -                         | 17                      | 17                      | 17                      |
| Corporal           | -                         | 13                      | 13                      | 13                      |
| Private            | -                         | 11                      | 12                      | 11                      |

Källa:

### Officerare
|                                          |                                              |                           |                                      |                                              |                             |                                          |  |
| 2nd Lieutenant Underlöjtnant kavalleriet | 1st Lieutenant Löjtnant artilleriet tygkåren | Captain Kapten marinkåren | Major Regementsläkare fältläkarkåren | Lt-Colonel Överstelöjtnant arméförvaltningen | Colonel Överste infanteriet | Generals Generalspersoner av alla grader |  |

| Gradbeteckningar på kragen | Gradbeteckningar på kragen | Gradbeteckningar på kragen | Gradbeteckningar på kragen | Gradbeteckningar på kragen | Gradbeteckningar på kragen | Gradbeteckningar på kragen | Gradbeteckningar på kragen | Gradbeteckningar på kragen | Gradbeteckningar på kragen | Gradbeteckningar på kragen |
| Generalspersoner           | Överste                    | Överstelöjtnant            | Major                      | Kapten                     | Löjtnant                   | Underlöjtnant              |                            |                            |                            |                            |
| -------------------------- | -------------------------- | -------------------------- | -------------------------- | -------------------------- | -------------------------- | -------------------------- | -------------------------- | -------------------------- | -------------------------- | -------------------------- |

### Underofficerare och manskap

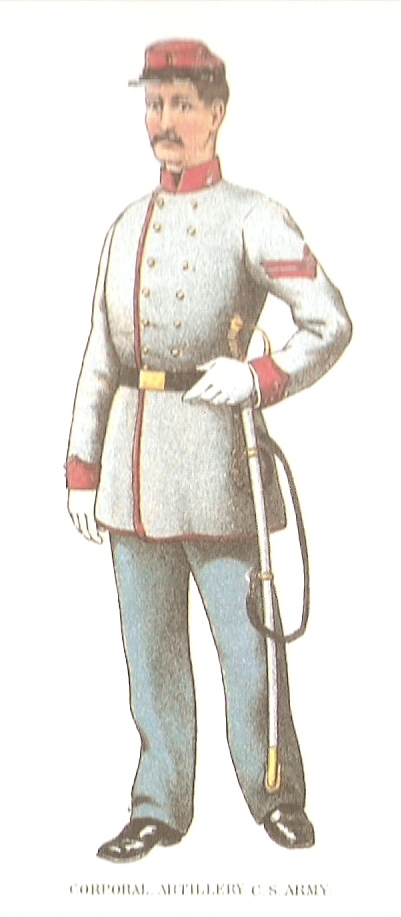
Artillerikonstapel

| Gradbeteckningar på överärmarna                                 | Gradbeteckningar på överärmarna                          | Gradbeteckningar på överärmarna                     | Gradbeteckningar på överärmarna           | Gradbeteckningar på överärmarna | Gradbeteckningar på överärmarna | Gradbeteckningar på överärmarna | Gradbeteckningar på överärmarna | Gradbeteckningar på överärmarna | Gradbeteckningar på överärmarna |
| Sergeant Major Fanjunkare och bataljonsadjutant vid infanteriet | Quartermaster Sergeant Förrådsförvaltare vid artilleriet | Ordnance Sergeant Tygförrådsförvaltare vid tygkåren | First Sergeant Fanjunkare vid infanteriet |                                 |                                 |                                 |                                 |                                 |                                 |
| Sergeant Sergeant vid artilleriet                               | Corporal Korpral vid kavalleriet                         | Musician Signalspel                                 | Private Menig                             |                                 |                                 |                                 |                                 |                                 |                                 |
|                                                                 |                                                          | inga gradbeteckningar                               | inga gradbeteckningar                     |                                 |                                 |                                 |                                 |                                 |                                 |
| --------------------------------------------------------------- | -------------------------------------------------------- | --------------------------------------------------- | ----------------------------------------- | ------------------------------- | ------------------------------- | ------------------------------- | ------------------------------- | ------------------------------- | ------------------------------- |

| INFANTERIET |
| ----------- |
| ;           |

## Flottan
| Grader         | Kommendör (Flag Officer) | Kommendörkapten (Captain) | Kapten (Commander) | Löjtnant (Lieutenant) | Ansvarsstyrman (Master) |
| -------------- | ------------------------ | ------------------------- | ------------------ | --------------------- | ----------------------- |
| Underärmar     |                          |                           |                    |                       |                         |
| Epålettslejfer |                          |                           |                    |                       |                         |
| Skärmmössa     |                          |                           |                    |                       |                         |
| Källa:         |                          |                           |                    |                       |                         |

| Grader         | Amiral (Admiral) | Kommendör (Commodore) | Kommendörkapten (Captain) | Kapten (Commander) | Kaptenlöjtnant (Lieutenant Commanding) | Löjtnant (First Lieutenant) | Underlöjtnant (Second Lieutenant) | Ansvarsstyrman (Master) |
| -------------- | ---------------- | --------------------- | ------------------------- | ------------------ | -------------------------------------- | --------------------------- | --------------------------------- | ----------------------- |
| Underärmar     | Fem galoner      |                       |                           |                    |                                        |                             |                                   |                         |
| Epålettslejfer | Fem stjärnor     |                       |                           |                    |                                        |                             |                                   |                         |
| Skärmmössa     | Fem stjärnor     |                       |                           |                    |                                        |                             |                                   |                         |
| Källa:         |                  |                       |                           |                    |                                        |                             |                                   |                         |

## Marinkåren
| Officerare                  | Officerare                               | Officerare                             | Officerare                  | Officerare                  | Officerare                  | Officerare                  | Officerare                  | Officerare                  | Officerare                  | Officerare                  |
| Överste                     | Överstelöjtnant                          | Major                                  | Kapten                      | Löjtnant                    | Underlöjtnant               |                             |                             |                             |                             |                             |
| Underofficerare och manskap | Underofficerare och manskap              | Underofficerare och manskap            | Underofficerare och manskap | Underofficerare och manskap | Underofficerare och manskap | Underofficerare och manskap | Underofficerare och manskap | Underofficerare och manskap | Underofficerare och manskap | Underofficerare och manskap |
| Sergeant Major Flaggjunkare | Quartermaster Sergeant Förrådsförvaltare | Ordnance Sergeant Tygförrådsförvaltare | First Sergeant Styckjunkare | Sergeant                    | Corporal Korpral            |                             |                             |                             |                             |                             |
| --------------------------- | ---------------------------------------- | -------------------------------------- | --------------------------- | --------------------------- | --------------------------- | --------------------------- | --------------------------- | --------------------------- | --------------------------- | --------------------------- |

## Uniformer
Sydstatsarméns uniformer - som de visas i illustrationerna till denna artikel - är återgivna efter det officiella uniformsreglementet. I verkligheten kännetecknades sydstatsarmén framförallt av sin bristande enhetlighet i uniformeringen, eftersom avsaknandet av en konfektionsindustri i Södern gjorde att sydstatssoldaterna mot beklädnadsersättning måste uniformera sig själva med hemgjorda uniformsplagg. Grått var den reglementerade uniformsfärgen, men den vanligaste färgen var nötbrun  då tyget hemfärgades antingen i en järnvitriollösning eller i ett färgbad med valnötsskal. Butternuts blev därför ett öknamn på sydstatssoldaterna.

### Reglementerad uniformering

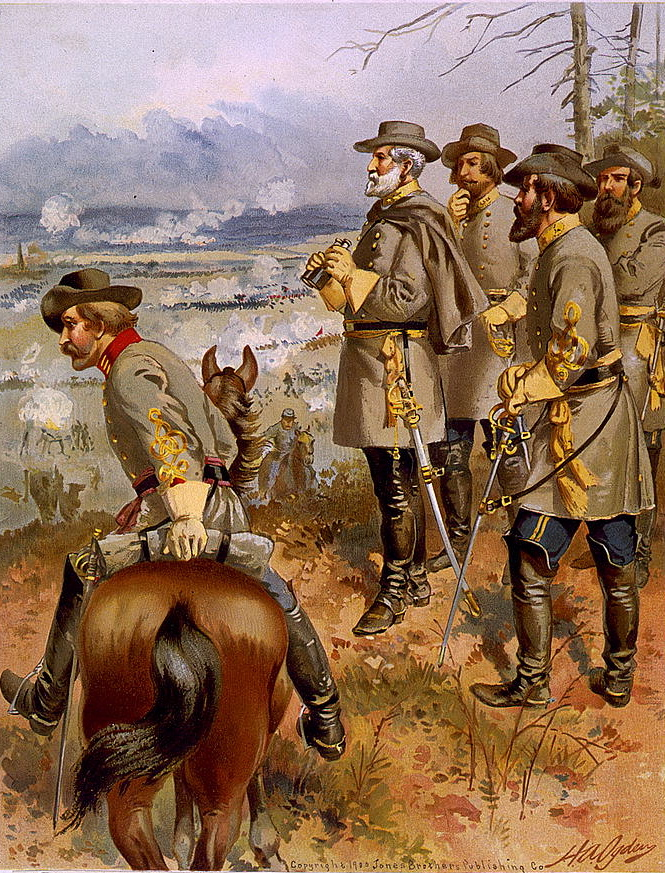
Litografi från 1900 av Robert E. Lee under slaget vid Fredericksburg. Bilden illustrerar sydstatsarméns reglementerade uniformering.

Övre raden visar nordstatsarméns uniformer. Nedre raden sydstatsarméns.

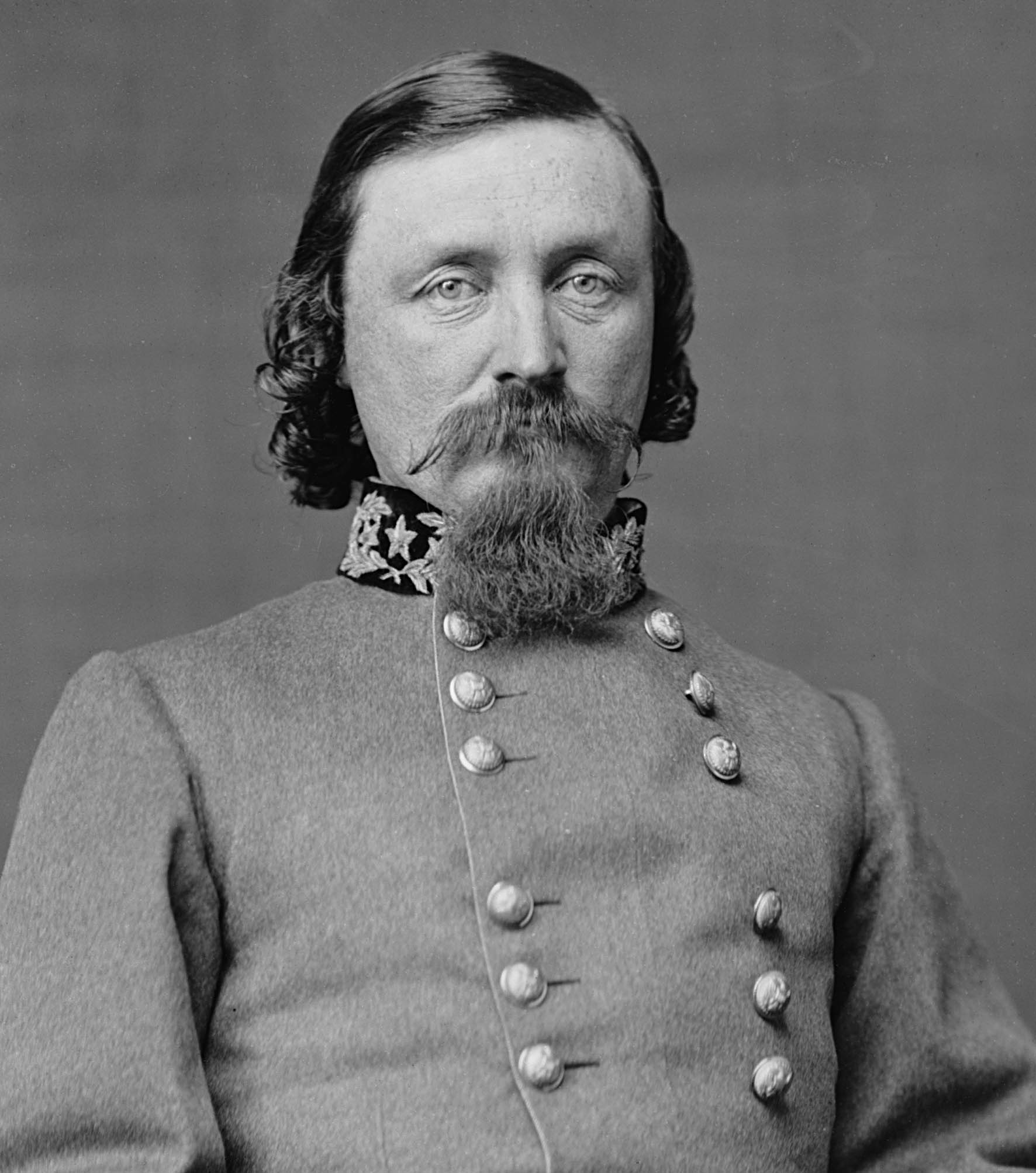
Generalsperson, med knappar tre och tre vilket betecknade generalmajor och generallöjtnant
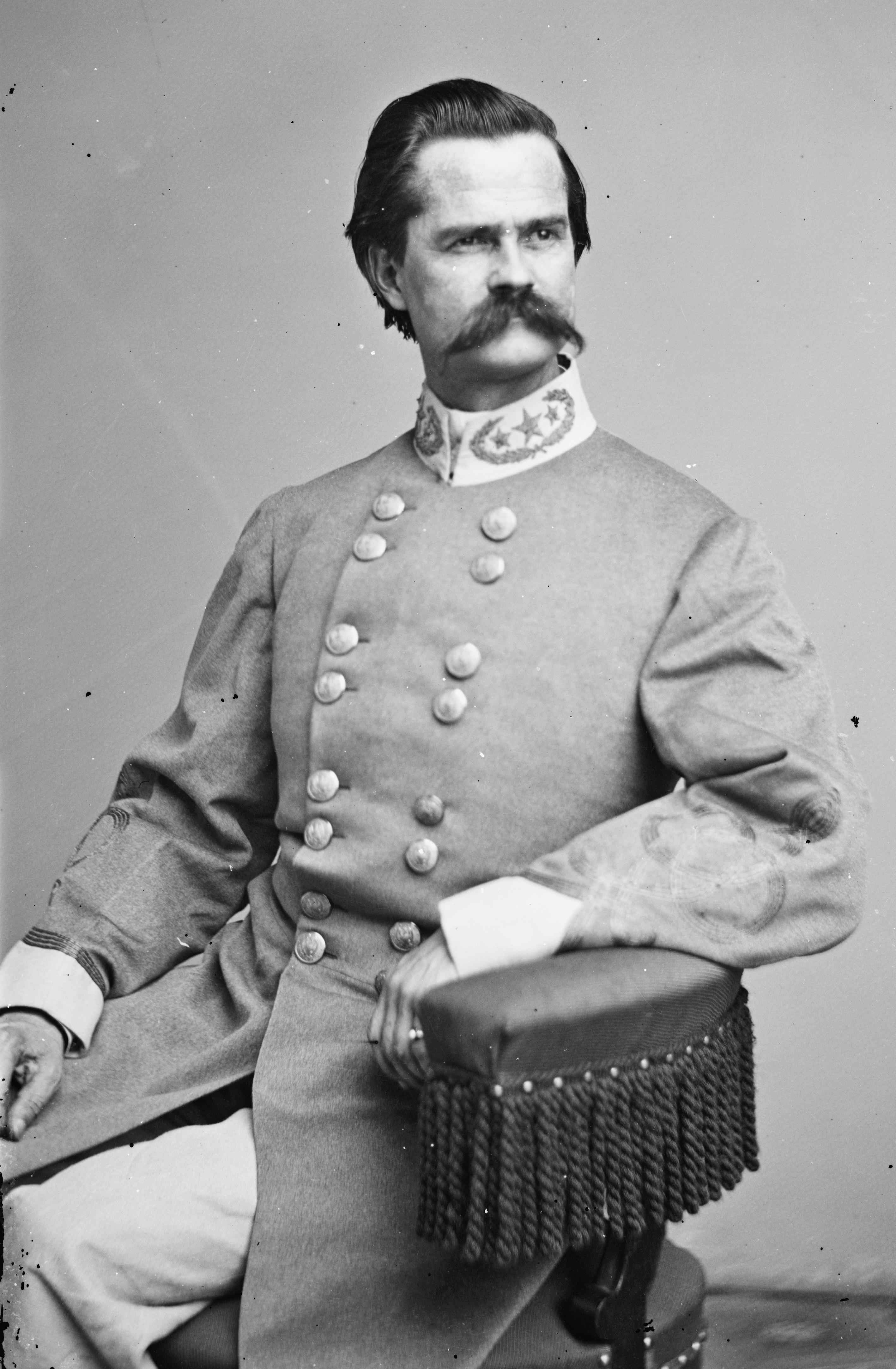
Generalsperson, med knappar två och två vilket betecknade brigadgeneral
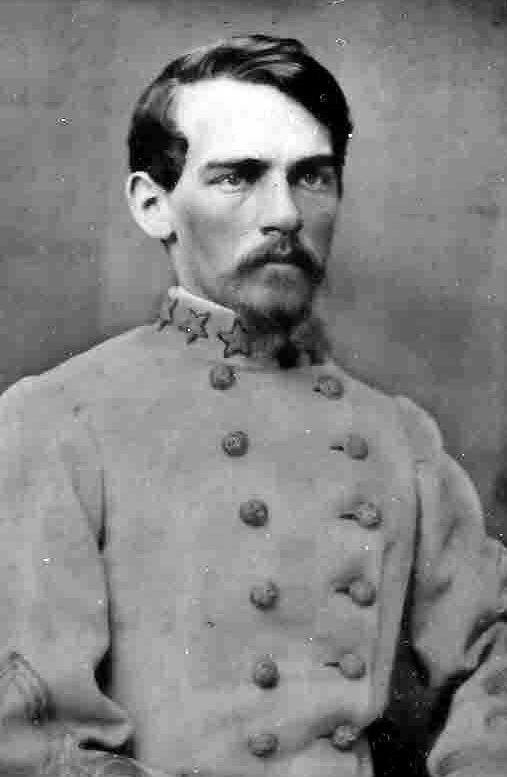
Överste
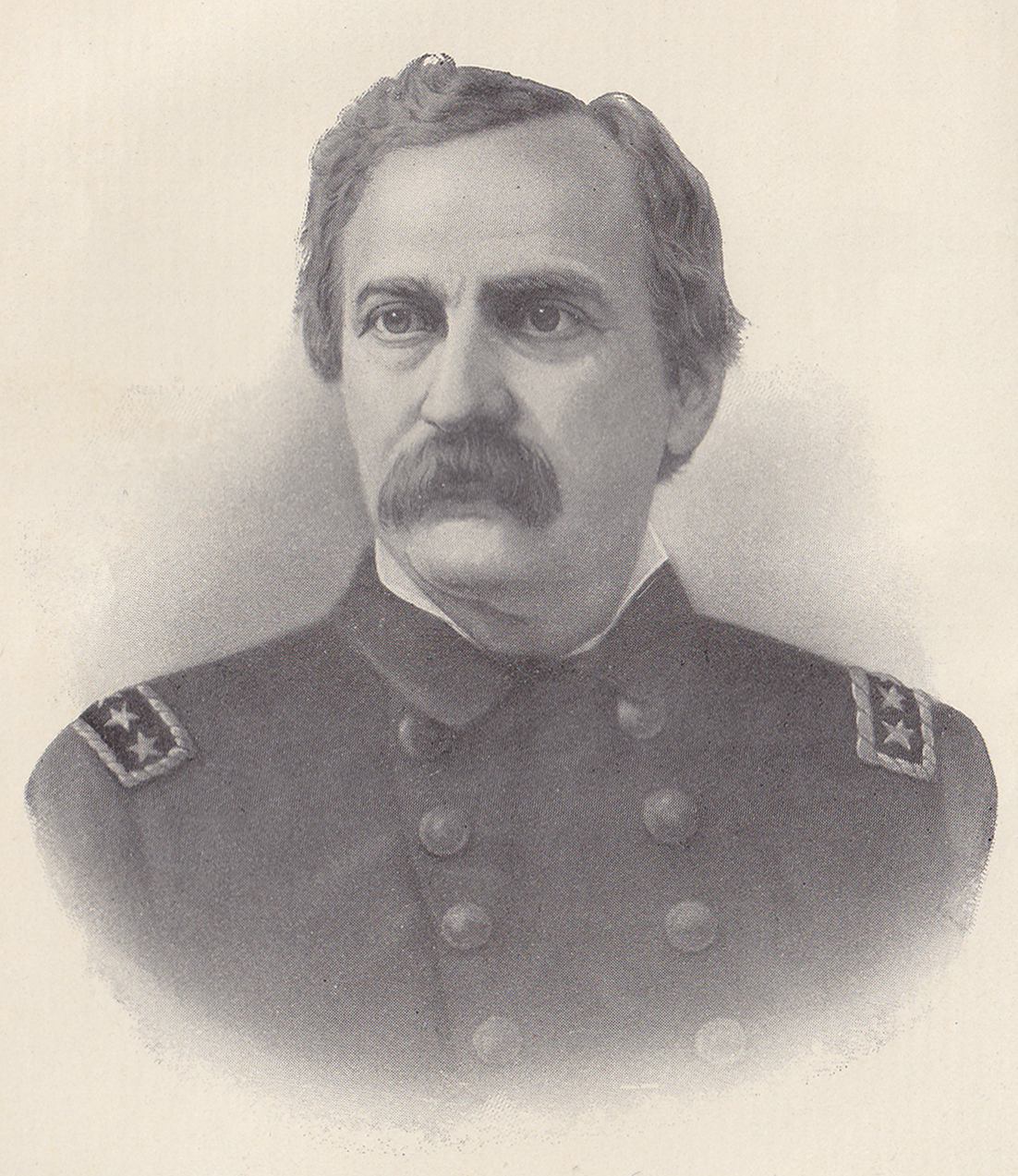
Kommendörkapten i flottan
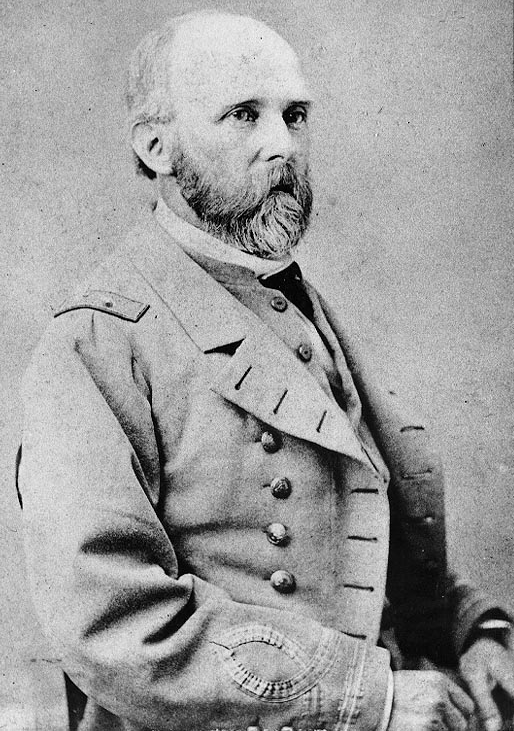
Kapten i flottan
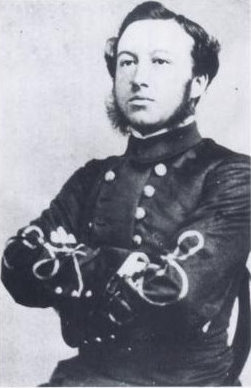
Löjtnant i marinkåren

### Verklig uniformering

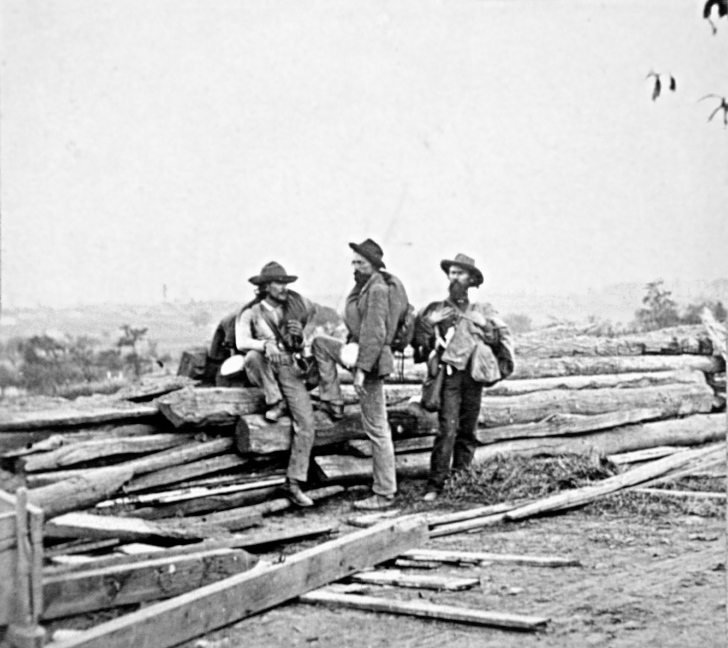
Tre sydstatssoldater tillfångatagna vid Gettysburg 1863. Fotografiet visar sydstatsarméns normala fältutrustning (förutom vapen).
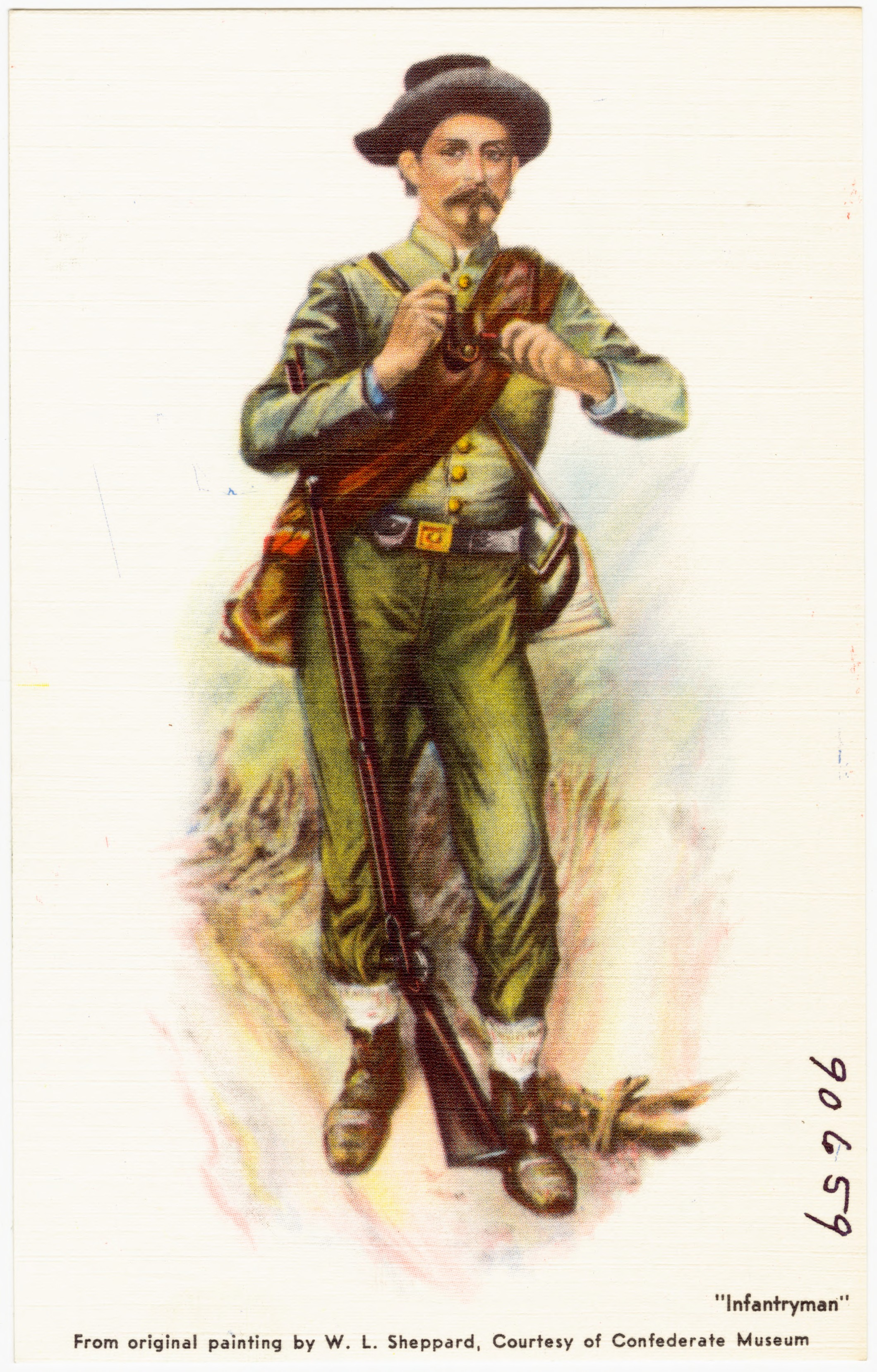
Infanterist med strumporna utanpå byxorna för att förhindra att grus och sten kommer ner i marschkängorna.
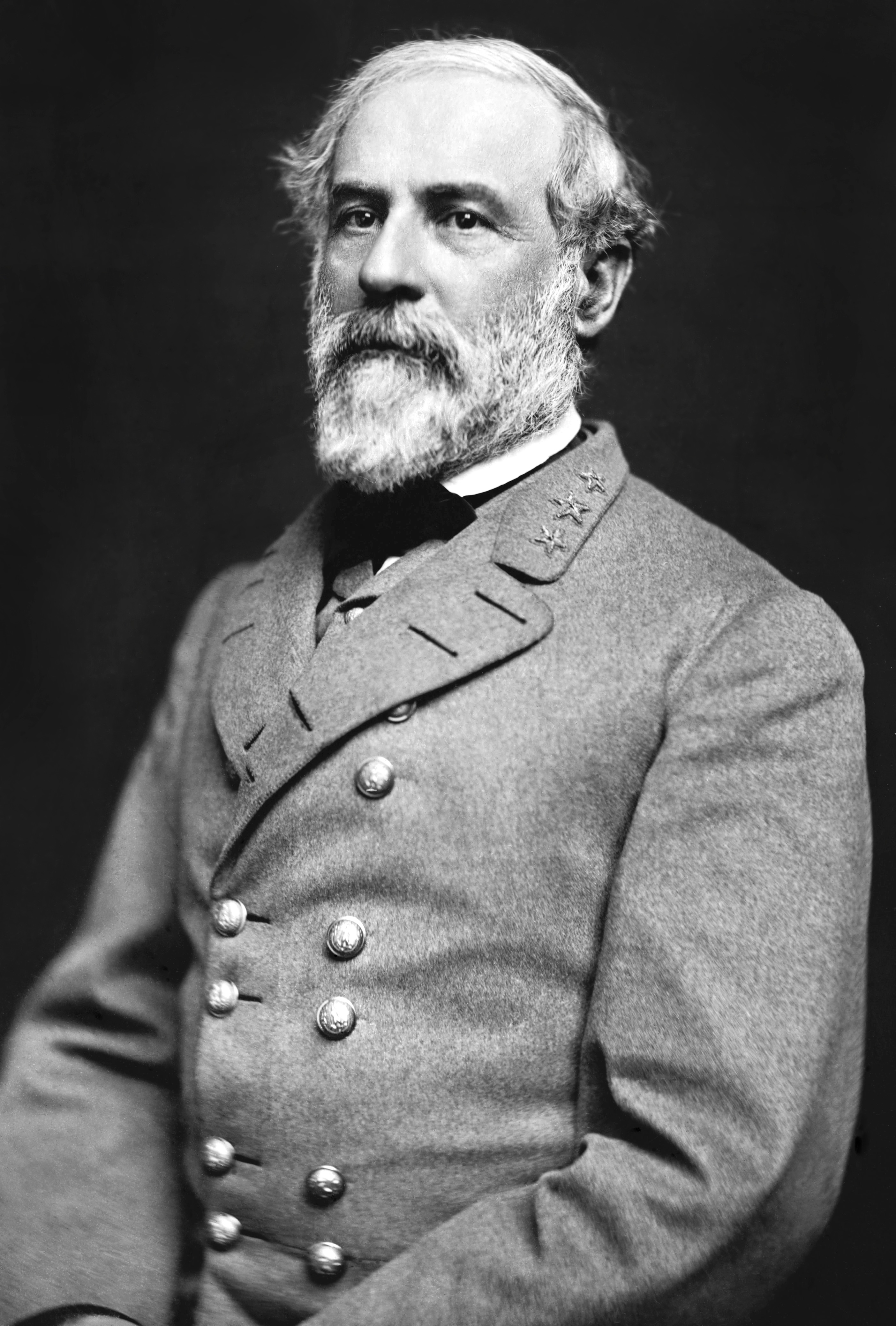
Till och med Robert E. Lee bar en uniform som avvek från uniforms- reglementet. Vapen- rocken liknade flottans men hade knapparna två och två som för brigad- generaler. Han bar aldrig annat en överstes gradbeteckning på kragen.
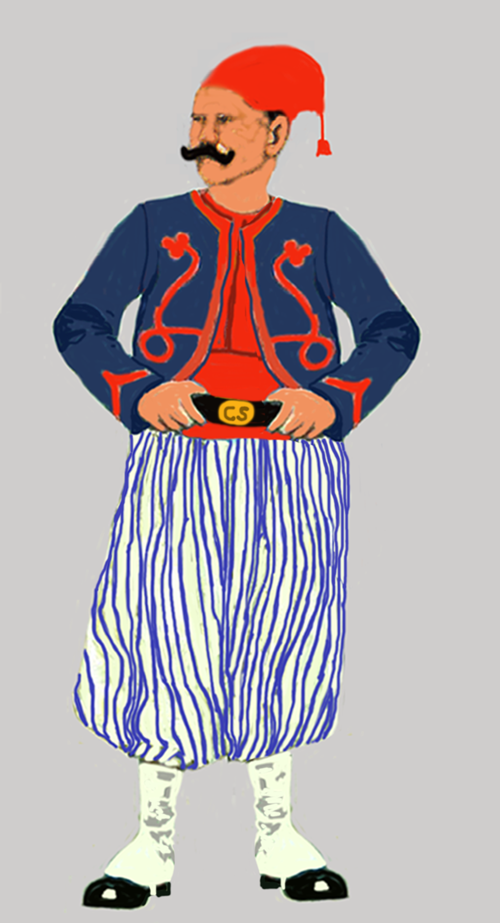
En del regementet var utrustade som zuaver. Det förekom både i syd och nord, särskilt i början av kriget.